# Sender Chur
Der Sender Chur war eine Sendeeinrichtung für Mittelwellenrundfunk in Chur, die von 1948 bis zum 2. Oktober 1967 in Betrieb war. Gesendet wurde auf Frequenz 1375 kHz über einen abgespannten Rohrmast von 30 Metern Höhe, der als Sendeantenne diente. Die Leistung betrug 100 Watt im Jahr 1951 und wurde später auf 500 Watt erhöht.